# Julija Klukowa
Julija Mykołajiwna Klukowa (ukr. Юлія Миколаївна Клюкова;  ur. 10 stycznia 1982 w Iwano-Frankiwsku) – ukraińska narciarka, specjalistka narciarstwa dowolnego. Najlepszy wynik na mistrzostwach świata osiągnęła podczas mistrzostw w Meiringen, gdzie zajęła 5. miejsce w skokach akrobatycznych. Zajęła także 8. miejsce w tej samej konkurencji na igrzyskach olimpijskich w Nagano. Najlepsze wyniki w Pucharze Świata osiągnęła w sezonie 1998/1999, kiedy to zajęła 14. miejsce w klasyfikacji generalnej, a w klasyfikacji skoków akrobatycznych była siódma.
W 2000 r. zakończyła karierę

## Osiągnięcia

### Igrzyska olimpijskie
| Miejsce | Dzień     | Rok  | Miejscowość | Konkurencja        | Zwycięzca   |
| ------- | --------- | ---- | ----------- | ------------------ | ----------- |
| 8.      | 18 lutego | 1998 | Nagano      | Skoki akrobatyczne | Nikki Stone |

### Mistrzostwa świata
| Miejsce | Dzień    | Rok  | Miejscowość | Konkurencja        | Zwycięzca        |
| ------- | -------- | ---- | ----------- | ------------------ | ---------------- |
| 24.     | 9 lutego | 1997 | Iizuna      | Skoki akrobatyczne | Kirstie Marshall |
| 5.      | 13 marca | 1999 | Meiringen   | Skoki akrobatyczne | Jacqui Cooper    |

### Puchar Świata

#### Miejsca w klasyfikacji generalnej
- sezon 1997/1998: 63.
- sezon 1998/1999: 14.
- sezon 1999/2000: 36.

#### Miejsca na podium
1. Mont Tremblant – 8 stycznia 1999 (Skoki akrobatyczne) – 2. miejsce
2. Piancavallo – 26 lutego 2000 (Skoki akrobatyczne) – 3. miejsce

- W sumie 1 drugie i 1 trzecie miejsce.